# Lída Baarová
Lída Baarová (nascida Ludmila Babková) (Praga, 7 de setembro de 1914 - Salzburgo, 27 de outubro de 2000), foi uma atriz checa. Tornou-se conhecida por ser amante de Joseph Goebbels, Ministro da Propaganda Nazista, entre 1936 e 1938.
Foi representada no filme The Devil's Mistress (2016), da Netflix pela atriz Tatiana Pauhofová.

## Filmografia
- Obrácení Ferdyše Pištory (1931)
- Kariéra Pavla Čamrdy (1931)
- Zapadlí vlastenci (1932)
- Lelíček ve službách Sherlocka Holmese (1932)
- Šenkýřka u divoké krásky (1932)
- Růžové kombiné (1932)
- Malostranští mušketýři (1932)
- Funebrák (1932)
- Jsem děvče s čertem v těle (1933)
- Madla z cihelny (1933)
- Okénko (1933)
- Sedmá velmoc (1933)
- Její lékař (1933)
- Pokušení paní Antonie (1934)
- Pán na roztrhání (1934)
- Na růžích ustláno (1934)
- Zlatá Kateřina (1934)
- Dokud máš maminku (1934)
- Grandhotel Nevada (1934)
- One Too Many on Board (1935)
- Leutnant Bobby, der Teufelskerl (1935)
- Barcarole (1935)
- Verräter (1936)
- Die Stunde der Versuchung (1936)
- Švadlenka (1936)
- Komediantská princezna (1936)
- Patrioten (1937)
- Lidé na kře (1937)
- Panenství (1937)
- Die Fledermaus (1937)
- Der Spieler (1938)
- Preußische Liebesgeschichte (1938, banido; liberado em 1950)
- Maskovaná milenka (1939)
- Ohnivé léto (1939)
- Artur a Leontýna (1940)
- Život je krásný (1940)
- Dívka v modrém (1940)
- Za tichých nocí ("In the Still of the Night", 1941)
- Paličova dcera (1941)
- Turbina ("Turbine", 1941)
- Grazia (1943)
- Ti conosco, mascherina! (1943)
- La Fornarina (1944)
- Il Cappello da prete (1944)
- L'Ippocampo (1944)
- Vivere ancora (1944)
- La sua strada (1946)
- La bisarca (1950)
- Gli amanti di Ravello (1950)
- Carne inquieta (1952)
- La vendetta di una pazza (1952)
- I Vitelloni (1953)
- Gli innocenti pagano (1953)
- Pietà per chi cade (1954)
- Miedo (1956)
- La Mestiza (1956)
- Viaje de novios (1956)
- We're All Necessary (1956)
- Rapsodia de sangre (1957)
- El batallón de las sombras (1957)
- Retorno a la verdad (1957)
- Il cielo brucia (1958)
- Života sladké hořkosti Lídy Baarové (1995)